# Mosquito-Grizzly Bear's Head-Lean Man
Mosquito-Grizzly Bear's Head, Lean Man és el nom d'una reserva de Primeres Nacions situada a Cando (Saskatchewan). És la llar d'unes 300 persones.

## Origen del Nom i la constitució de la Comunitat
La Nació Assiniboine Mosquito Grizzly Bears Head Lean Man està situada a les Eagle Hills, a uns 30 kilòmetres al sud de Battleford (Saskatchewan). La Mosquito First Nation té uns 50.000 acres i més de mil membres registrats. Té l'origen en el Tractat 6 i el Tractat 4. Vers el 1890-98, el cap tribal "Misketo" signà el Tractat 6, incorporant formalment tres tribus que s'havien assentat a l'àrea com una reserva (com era definida legalment en l'Imperi Britànic del Domini del Canadà):
- Mosquito Band #109
- Lean Man Band #111
- Grizzly Bear’s Head Band #110

Per tant, el nom formal anglès que ara es troba en els mapes intenta incorporar els noms de les tres comunitats, de vegades amb l'ús inconsistent de qualssevol guions o comes (o tots dos) entre ells.

## Història
L'agost de 1878 el cap Mosquito signà l'adhesió al Tractat 6 a Battleford després de fer-se càrrec de la banda de Little Chief. La Grizzly Bear's Head va signar originàriament el Tractat 4 sota Tepee Hoska a Cypress Hills en 1877. La banda migrà cap a l'àrea de Battleford després de la mort de Tepree Hoska en 1882. Ambdues bandes s'uniren en 1951.
Després de signar l'adhesió al Tractat 4, Lean Man Band s'assentà a l'àrea del Tractat 6 al sud de Battleford el maig de 1882. En 1931 la població de la Lean Man Band va reduir-se a la pertinença a una i es va unir a la Mosquito Grizzly Bear's Head.

### Poor Man/Lean Man
Poor Man/Lean Man va signar el tractat el 25 de setembre de 1877 at Fort Walsh (on un nombre de bandes assiniboine/stoney van acordar el tractat) i els pagaments d'anualitat a la banda aparegueren sota el Tractat 4, però no els van garantir terres de reserva fins al 1884. Durant aquest període, com en el cas d'altres bandes, Poor Man no va ocupar una reserva però continuava movent-se al llarg de la frontera. En 1882, quan Fort Walsh fou tancat, Poor Man es traslladà al nord del territori del Tractat 6 i li fou atorgada una reserva juntament amb la Grizzly Bear's Head (reserves 110 i 111) - aquesta banda fou aleshores registrada sota el Tractat 6 per a tots els futurs pagaments d'anualitats del tractat. En 1885 la banda participà en la rebel·lió de 1885 i llurs anualitats foren suspeses de 1885 a 1887. Molts membres de la banda marxaren als Estats Units juntament amb altres "indis rebels". Han estat considerats una banda del Tractat 6 des de 1882.

### Grizzly Bear's Head
Durant la trobada d'adhesió al tractat de 1877 a Fort Walsh, s alguns grups se'ls va negar el permís per signar, ja que havien estat rebent pagaments d'anualitats dels EUA a Montana. Una d'aquestes bandes era petit cap d'una banda "britànica" que s'havia traslladat a Montana. Com havia estat el cas amb altres bandes, aquest grup es va moure a través de la frontera, i tant les autoritats canadenques com les nord-americanes tractaren d'aturar el moviment transfronterer. En 1879, la banda de Little Chief va tornar a Canadà i li van pagar l'anualitat, registrada en el Tractat 4 i pagant els endarreriments de 1876 a 1878. No hi ha indicis si Little Chief va prendre una adhesió formal al tractat. El 1880, el cap Bear's Head fou registrat com el cap e la banda i la banda fou registrada de s d'aleshores com a "Bear's Head band". En 1882 després de la clausura de Fort Walsh i com a part del mateix moviment de Poor Man, la banda es recol·locà cap al nord a la mateixa reserva que Poor Man's (reserves 110 i 111) i des d'aleshores fou registrada com a Tractat 6 per a tots els futurs pagaments d'anualitats. Durant la rebel·lió de 1885 Grizzly Bear's Head es va aixecar contra la Corona. Igual que Poor Man, llurs anualitats foren suspeses entre 1885 i 1887. Després de la rebel·lió, la majoria de la banda va fugir als EUA o es dispersà en altres bandes

### Mosquito
El cap Misketo (també conegut com a Sukeman) signà una adhesió al Tractat 6 el 29 d'agost de 1878, i el registre del seu pagament d'anualitats apareix en el registre del Tractat 6 de 1878. L'agrimensura de les terres de la seva reserva es va fer el 1879 i era adjacent a les de Red Pheasant a les Eagle Hills (reserva núm. 109 - aquesta reserva fou lliurada en 1905). La banda va participar en la rebel·lió contra la Corona de 1885 i les seves anualitats es van suspendre entre 1885 i 1887. Després de la rebel·lió, un gran nombre de la banda va fugir als EUA o rd dispersà en altres bandes.
"Mentre creixi l'herba, el sol brilli i els rius flueixen" en 1948 el llavors Cap i el consell de la banda de Mosquito Grizzly Bears Head Lean Man declararen que les tres bandes romandrien plegades sempre, si qualsevol membre de la banda volia distingir la banda i separar les bandes aleshores ell i la seva família havien de deixar la banda". Cap Jim Spyglass, conseller Joe Wahobin, conseller Adam Mosquito, 
El cap Mosquito romandria com a cap principal de les Tres Bandes de Mosquito, Grizzly Bears Head, Lean Man PrimeresNacions. Mosquito Grizzly Bears Head Lean Man Band és considerat com un membre de les àrees del Tractat Quatre i del Tractat Sis, i és l'única banda al Canadà amb aquest estatus. A les reunions del Tractat Quatre que es fan a Fort QuAppelle reserven un lloc en el Consell a la banda Mosquito Grizzly Bears Head Lean Man Band.